# Iconologia
La iconologia és la branca que estudia els símbols al llarg de la història de l'art des d'un vessant teòric, buscant lleis comunes i comparant imatges, representacions i èpoques. Constitueix, per tant, la reflexió que sustenta la iconografia, que és la descripció efectiva i concreta de les imatges i símbols recurrents. Com a disciplina d'estudi ja es menciona al segle xvi en una obra clàssica: la Iconologia, de Cesare Ripa (1593), que tracta de les al·legories i de la seva personificació, tot i que la disciplina va ser refundada per Erwin Panofsky i ha adquirit un nou significat durant el segle xx, emmarcant-se dins l'estètica i la semiòtica. Segons Panofsky la iconologia va més enllà de la iconografia, ja que a partir de l'esclariment del significat de les imatges, s'interroga sobre el seu valor al·legòric, el seu simbolisme o el seu significat profund des d'una perspectiva humanística.